# Bloqueo de genes

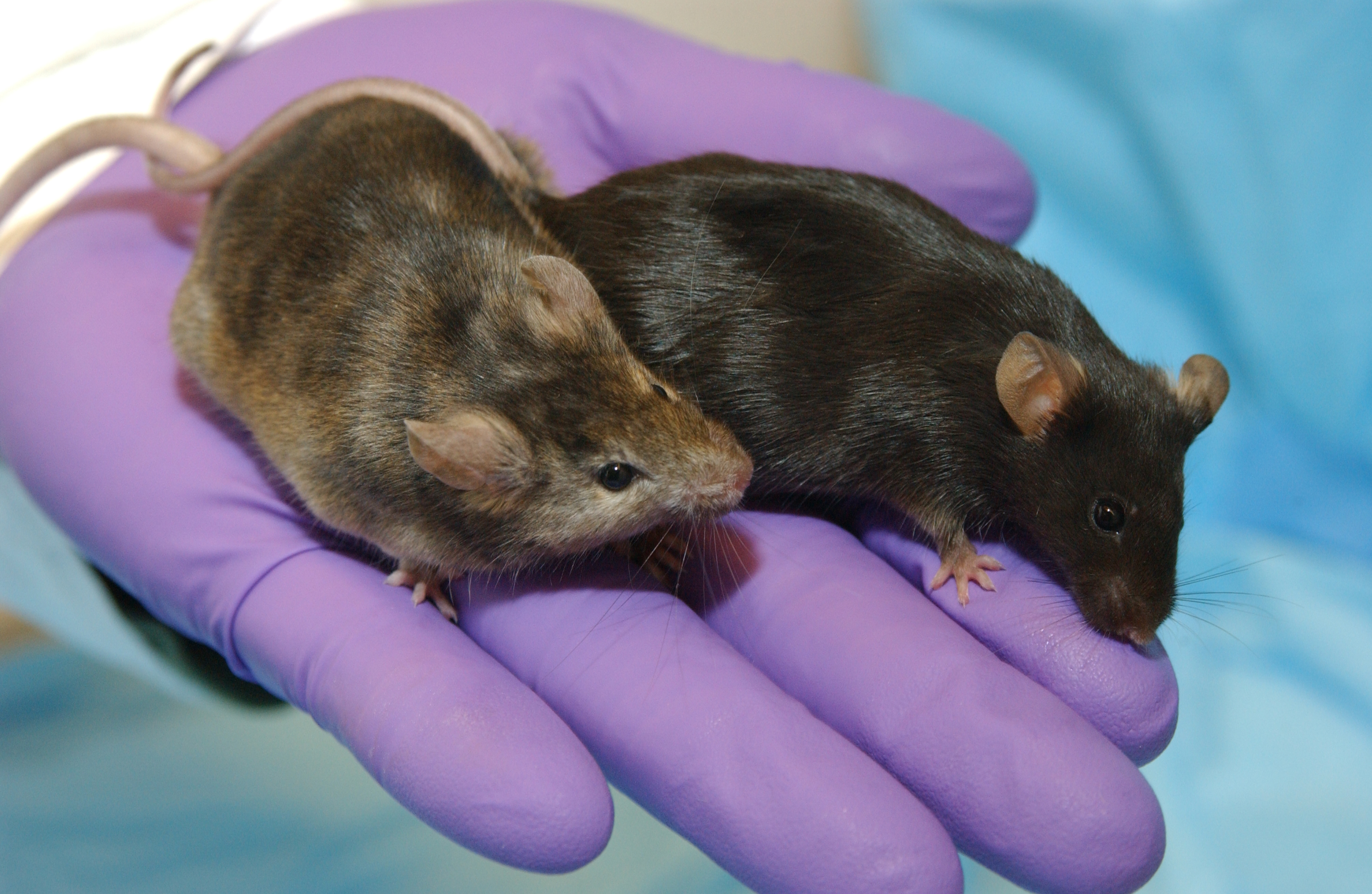
Al ratón de la izquierda se le ha bloqueado un gen del crecimiento de pelo, mientras que el de la derecha es un ratón normal

El bloqueo de genes, también llamado inactivación génica o desactivación génica (en inglés, gene knockout) es una técnica genética que consiste en suprimir la expresión de un gen específico en un organismo, sustituyendo el gen original en su locus por una versión modificada del mismo, a la que se ha extraído uno o varios exones , de esta forma, se obtienen organismos que no expresan el gen en un tejido específico o en el organismo completo. A estos organismos se les llama igualmente knockout, como es el caso de los ratones knockout.
Un organismo knock-in es igual al anterior pero en lugar de eliminar un gen determinado este es reemplazado por una versión modificada del mismo, que produce una función adicional.

## Métodos
Existen diferentes técnicas de biología molecular para interferir con la expresión de un gen. Estas técnicas varían en las herramientas utilizadas, en el tiempo necesario para conseguir un resultado positivo y en la especificidad del mismo. Dentro de estas técnicas se encuentran:
- Recombinación homóloga: Se reemplaza el gen original por una versión mutada. Esta versión mutada puede eliminar prácticamente toda la secuencia del gen o bien dejar la expresión de los primeros exones. Suelen requerirse varios meses para obtener individuos modificados (sobre todo en el caso de los ratones), aunque presentan la ventaja de ser muy específicos: estos organismos únicamente presentan carencia del gen objetivo.
- Transgénesis donde se introducen secuencias dentro del gen original que lo alteran, para producir modificaciones que generen proteínas no funcionales. Suele ser una técnica más rápida, cuyo inconveniente es que el gen endógeno aún está presente, y puede producir una proteína, aunque mutada, que puede interferir con otras moléculas de la vía a la que pertenece. Además, puede producirse por azar una nueva mutación que revierta la modificación introducida, generando de nuevo la proteína original, suceso que tiene lugar con una cierta frecuencia.
- Mutagénesis. Se pueden obtener mutantes utilizando un producto mutagénico (como el EMS), que producen mutaciones al azar. Y se seleccionan luego organismos que lleven codones "STOP" en la secuencia de interés. Es un método rápido de obtener mutantes, aunque no es específico para el gen objetivo, lo cual puede generar contratiempos.
- Knockdown. (Artículo principal Knockdown de genes) Se pueden introducir en el genoma de un organismo secuencias de ADN que expresen moléculas de ARN interferente o introducirlas directamente en las células. Estas moléculas interfieren de forma específica con la expresión del gen diana, produciendo generalmente una disminución de la expresión (que se denomina "knockdown" por este motivo). Esta técnica es más rápida que la obtención de un organismo "knockout", pero no produce una eliminación completa de la expresión y además la secuencia introducida que codifica para el ARN interferente puede también sufrir mutaciones, inactivando el efecto deseado.

## Producción de organismosKnockout

Procedimiento para generar blastocitos de genotipo mixto.

En 2007, Mario Capecchi, Martin Evans, y Oliver Smithies obtuvieron el Premio Nobel en Fisiología o Medicina por el desarrollo de técnicas de modificación genética específicas y tecnología de células madre embriónicas de ratón (células ES) que, combinadas, permitieron la generación de los ratones knockout (ratones con genes bloqueados). El análisis de estos animales mutantes ha revolucionado la elucidación de la función de los genes, y estos ratones han demostrado ser un valioso modelo de numerosas enfermedades humanas.

Esquema de cruces para obtener ratones con genes bloqueados. Blastocitos que contienen células tanto no modificadas como bloqueadas, se inyectan en el útero de una madre portadora. Esta produce una descendencia que es bien tipo salvaje (no modificados, del mismo color que el blastocito donante (gris)) o bien es una quimera (mezcla) (parcialmente bloqueada). Los ratones quimera se cruzan con un ratón normal gris. Este cruce produce una descendencia de ratones blancos (heterocigotos para el gen bloqueado) o bien grises (normales). Los ratones blancos heterocigotos se cruzan luego entre sí para obtener ratones que son homocigotos para el gen bloqueado o más bien, suprimido.

El procedimiento general para producir un organismo Knockout es:
1. El gen modificado (que carece la mayor parte de la secuencia del gen original) se introduce en un plásmido, para generar un vector direccionador (targeting vector). En dicho vector, el gen modificado está controlado por un promotor que permite la expresión del gen de forma bien constitutiva (continua durante todo el desarrollo del animal), bien condicional (dependiendo de la presencia o no de una sustancia concreta que actúa como activador o inhibidor, como la tetraciclina; ello permite expresar el gen únicamente en una etapa del desarrollo o en un tejido concreto). Además, en el vector direccionador el gen modificado está flanqueado por fragmentos de los brazos cromosómicos colindantes del locus del gen de interés (en posición 5' y en posición 3'). Tanto el gen de interés como los brazos cromosómicos se obtienen a partir de un fragmento del genoma de la zona correspondiente, por ejemplo a partir de un BAC; el gen de interés se modifica mediante técnicas de biología molecular, y los tres componentes (el gen modificado y los brazos) se introducen (se subclonan) en el plásmido. Asimismo, el plásmido debe incluir la presencia de un marcador (normalmente la resistencia a un antibiótico) que permita seleccionar las células que han incorporado el gen modificado. Hay diferentes variantes de plásmidos disponibles, en función de la técnica concreta que se vaya a utilizar para crear el vector direccionador.
2. Una vez construido el vector direccionador (un proceso complejo que puede implicar varios meses de trabajo), este se añade a un cultivo de células embrionarias ES (stem cells, células madre), y se incorpora a las células mediante transfección. El vector direccionador puede reconocer (por apareamiento de bases) la zona del locus de interés, de manera que mediante el mecanismo de recombinación homóloga, se puede producir un intercambio entre el vector direccionador (que recibe el gen endógeno) y el locus genómico (que recibe el gen modificado no funcional). Por este motivo, cuanto más largas sean las secuencias de los brazos de homología que flanquean al gen modificado, mayor será la probabilidad de que se produzca recombinación homóloga (y por tanto aparezcan células con el gen modificado), aunque eso aumenta la dificultad de construcción del vector direccionador.[12]
3. Las células ES transfectadas se someten entonces a selección, utilizando el antibiótico correspondiente, de manera que sólo sobreviven las que hayan incorporado en su genoma el gen modificado (si el vector no se ha recombinado, se diluye tras un cierto número de divisiones celulares). Las células que sobreviven al proceso de selección se verifican mediante Southern Blot, una técnica de biología molecular que permite verificar la presencia de una molécula de ADN concreta en una muestra de ADN (el Southern blot combina la separación de fragmentos de ADN mediante electroforesis en geles de agarosa con métodos para transferir los fragmentos de ADN separados por tamaño a una membrana, que se hibrida con una sonda específica para detectar la presencia de la molécula de interés).
4. Una vez verificado que las células embrionarias ES efectivamente han sustituido el gen endógeno por el gen modificado no funcional, algunas de estas células ES se inoculan a blastocitos, que son trasplantados a hembras pseudopreñadas (en el caso de ratones). Los organismos con genes bloqueados (organismos knockout) se utilizan para estudiar el rol funcional de un determinado gen por defecto, estudiando las diferencias entre el organismo knockout e individuos normales de la misma cepa.